# Lyra-viol
Pour les articles homonymes, voir Lyra.
La lyra-viol est un instrument de musique à cordes et à archet et, plus précisément, une petite basse de viole qui connut une certaine vogue en Angleterre à la fin du XVIe siècle et au XVIIe siècle,.

## Historique
Vers 1600, les compositeurs anglais de musique pour viole de gambe commencent à s'attacher à un style particulier appelé musique pour « lira da gamba ». Ce style est attesté pour la période allant de 1601 à 1682 par 18 sources imprimées et au moins 50 sources manuscrites.
On peut distinguer deux périodes dans l'histoire de la lyra-viol en Angleterre. 
La première période est considérée comme « l'ère professionnelle » avec, comme protagonistes principaux, de grands compositeurs comme Tobias Hume, Alfonso Ferrabosco II, Thomas Ford, William Corkine, William Lawes et John Jenkins : cette période dure environ jusqu'à la première révolution anglaise (English Civil War, guerre civile anglaise, 1642).
La seconde période est « l'ère amateur », durant laquelle l'instrument, même s'il est encore joué par des professionnels comme John Jenkins, devient de plus en plus un passe-temps pour amateurs : durant cette période, la facture de l'instrument se simplifie et la technique de jeu devient plus légère.

## Étymologie et prononciation
Le mot lyra provient probablement du nom de la lira da braccio (ou lyra da braccio) : bien que cet instrument n'ait pas beaucoup voyagé hors d'Italie, il est probable que le mot lyra ait voyagé avec les musiciens italiens expatriés, comme Alfonso Ferrabosco l'ancien, qui l'auraient ensuite appliqué à la viole.
Vu cette origine italienne, le mot lyra se prononce [li:rǝ] (comme l'indiquent les graphies de l'époque leera, lero ou Liera) et non [lairǝ] comme c'est aujourd'hui parfois le cas dans les pays anglophones.

## Définition
Le terme lyra-viol est en fait utilisé au XVIIe siècle pour désigner trois choses différentes : un instrument, une technique de jeu et un répertoire.

### La lyra-viol en tant qu'instrument
Premièrement, le terme lyra-viol désigne un instrument spécifique : une basse de viole de dimensions réduites, qui ne diffère des autres basses de viole que par des détails mineurs,.
En 1659, dans son ouvrage The Division Violist publié à Londres, Christopher Simpson décrit la lyra-viol comme un instrument possédant des cordes plus légères et un chevalet moins arrondi que les autres violes,.
Quelques années plus tard, dans son ouvrage A brief Introduction to Music publié à Londres en 1667, John Playford précise que cet instrument est le plus petit des trois types de basse de viole : consort bass, division viol et lyra-viol,.

### La lyra-viol en tant que technique de jeu
Deuxièmement, le terme lyra-viol est utilisé dans certaines sources pour désigner une technique de jeu particulière connue sous le nom de Lyra way, Liera way, Leero way, Leero fashion ou encore Bandora set, consistant en accords en scordatura (accords inhabituels). Les sonorités peuvent être variées presque à l'infini par les accords différents des cordes (scordatura).
Cette technique de jeu recourt à un grand nombre d'accords différents, (environ une soixantaine,), ce qui permet à l'interprète de faire sonner son instrument comme plusieurs instruments différents à la fois, avec des sonorités différentes,.
Une source anglaise du XVIIe siècle, The Manchester Lyra Viol collection, contient à elle seule 22 accords différents,.

### La lyra-viol en tant que répertoire
Troisièmement, le terme est utilisé pour caractériser le répertoire écrit pour la viole jouée en style de lyre ou lyra way (playing a viol lyra way), indépendamment du type de viole utilisé pour l'interpréter.
Ce répertoire considérable était donc également destiné à être joué sur une basse de viole classique.
La musique pour lyra-viol est souvent très émouvante et constitue un bon exemple de la profondeur de la culture de l'ère élisabéthaine,.

## Système de notation
La musique pour lyra-viol était généralement écrite en tablature française, car celle-ci facilitait la notation de la soixantaine d'accords en scordatura utilisés,. 
Le système de tablature utilise une portée composée de six lignes horizontales représentant les cordes de l'instrument (avec la corde la plus aiguë en haut), sur lesquelles sont notées des lettres qui représentent les frettes disposées sur le manche de l'instrument.
La tablature française étant empruntée à la musique pour luth, une bonne partie de la musique pour lyra-viol pouvait donc être jouée au luth.

## Répertoire conservé
On conserve encore plus de 75 sources manuscrites contenant de la musique pour lyra-viol, anglaises dans leur grande majorité.
En plus, 18 livres contenant de la musique pour lyra-viol furent imprimés en Angleterre entre 1601 et 1615, d'un côté, et entre 1651 et 1682, de l'autre.
Le répertoire pour ensembles de lyra-viols est également important puisque l'on possède encore près de 300 pièces pour deux lyra-viols et plus de 170 pour trois.

## Compositeurs de musique pour lyra-viol
- Alfonso Ferrabosco II[5] : Lessons for 1, 2 and 3 Viols (1609), premier livre de musique entièrement consacré à la lyra-viol[2],[3],[12]
- John Playford : Musicks Recreation : on the lyra viol (1652)[1]
- William Lawes[3],[6],[7],[5] : 97 pièces pour lyra-viol[1]
- Richard Alison[3]
- John Coprario[6]
- William Corkine[2]
- John Danyel[3]
- Thomas Ford[3],[5]
- Anthony Holborne[3]
- Tobias Hume[5]
- John Jenkins[3],[6]
- William Lawes[3],[6],[7],[5]
- Christopher Simpson[6]

## Interprètes modernes
- Jordi Savall
- Friederike Heumann
- Hille Perl

## Discographie
- 1980 : Lessons for the Lyra-Viol, musique pour lyra-viol d'Alfonso Ferrabosco II et de William Corkine par Jordi Savall (Astrée E 7750)
- 1991 : For ye violls de William Lawes, par l'ensemble Fretwork et Paul Nicholson (Virgin Classics VC 7 91187-2)
- 2003 : Why not here - Music for two Lyra Viols de Thomas Ford, Alfonso Ferrabosco II, John Jenkins, John Danyel, Anthony Holborne, Richard Alison et William Lawes, par Friederike Heumann, Hille Perl, Lee Santana et Michael Freimuth (2001, Accent ACC 21317)